# Handsome Boy Modeling School
Handsome Boy Modeling School var ett hiphop-projekt bildat av producenterna Dan the Automator och Prince Paul och aktivt mellan 1999 och 2006. De gav ut två album och samarbetade med bland andra Cedric Bixler-Zavala, Mike Shinoda, Mike Patton och Pharrell Williams.

## Diskografi
- 1999 – So... How's Your Girl?
- 2004 – White People